# Lycaeides tapinaegus
Lycaeides tapinaegus är en fjärilsart som beskrevs av Ruggero Verity 1948. Lycaeides tapinaegus ingår i släktet Lycaeides och familjen juvelvingar. Inga underarter finns listade i Catalogue of Life.